# 佐々木啓悟
佐々木 啓悟（ささき けいご、9月18日 - ）は、日本のアニメーター、キャラクターデザイナー。CygamesPictures所属。千葉県出身。

## 経歴
高校卒業後、アニメーション関連の専門学校を経て、プロダクション・アイジーに入社。その後、A-1 Picturesに転職し、『青の祓魔師』『七つの大罪』『僕だけがいない街』などのキャラクターデザインを担当。同社クリエイティブグループ作画ルームマネージャーを経て、CygamesPicturesに所属。

## 参加作品

### テレビアニメ
2002年
- 攻殻機動隊 STAND ALONE COMPLEX - 動画（#23・#25）

2003年
- クレヨンしんちゃん - 原画（第521話）・動画（第475話・第479話・第483話・SPECIAL 40）
- 魁!!クロマティ高校 - 動画（第1話・第5話・第6話・第8話・第11話・第12話・第14話・第15話・第18話）

2004年
- 攻殻機動隊 S.A.C. 2nd GIG - 動画（#01・#05・#06・#08・#09・#11・#12・#15・#16）
- お伽草子 - 動画（第一幕）
- 風人物語 - 原画（第5話・第7話・第9話・第11話・第13話）・動画（第1話・第2話）
- tactics - 動画（第1話）

2005年
- 魔法先生ネギま! - 原画（第10話）
- 機動新撰組 萌えよ剣 - 原画（第十一話）
- BLOOD+ - 原画（Episode-1・Episode-11・Episode-16・Episode-49）
- IGPX Immortal Grand Prix - 原画（#09・#13・#14）

2006年
- xxxHOLiC - 原画（第三話・第八話）
- シュヴァリエ 〜Le Chevalier D'Eon〜 - 原画（第3話・第8話・第11話・第22話）

2007年
- REIDEEN - 原画（第1話・第2話・第8話・第17話・第18話・第23話・第26話）
- 精霊の守り人 - 原画（第九話）
- おおきく振りかぶって - 原画（第1クールOP・第5話）

2008年
- RD 潜脳調査室 - 作画監督（第12話・第25話）・原画（第1話・第4話・第9話・第21話）
- ペルソナ 〜トリニティ・ソウル〜 - 原画（第26話）

2009年
- 戦国BASARA - デザインワークス・作画監督（第3話・第5話・第10話）・原画（第1話・第10話・第12話）
- 君に届け - 原画（episode.6）

2010年
- 閃光のナイトレイド - キャラクターデザイン・作画監督（ED・第1話）
- 戦国BASARA弐 - デザインワークス

2011年
- 青の祓魔師 - キャラクターデザイン・総作画監督・作画監督（第1クールOP・第1クールED・第2クールOP・第1話）・作画監督補佐（第25話）
- ギルティクラウン - 原画（phase 11）

2013年
- マギ The labyrinth of magic - 原画（第2クールOP）
- 進撃の巨人 - 原画（第1話）

2014年
- 世界征服〜謀略のズヴィズダー〜 - キャラクターデザイン・総作画監督・作画監督（OP）
- 七つの大罪 - キャラクターデザイン・総作画監督（第1クールED・第2クールOP・第一話・第二話・第四話・第六話・第八話・第十話・第十二話・第十四話・第十六話・第十八話・第二十一話・第二十四話）・作画監督（第1クールOP・第2クールED）

2016年
- 僕だけがいない街 - キャラクターデザイン・総作画監督（第五話）・作画監督（OP・第一話・第九話・第十二話）・原画（OP・第十二話）
- 七つの大罪 聖戦の予兆 - キャラクターデザイン

2017年
- 青の祓魔師 京都不浄王篇 - キャラクターデザイン・総作画監督（第壱話・第弐話・第肆話・第陸話・第捌話・第拾話-第拾肆話）・作画監督（OP・ED）

2018年
- 七つの大罪 戒めの復活 - キャラクターデザイン・原画（第1クールOP・第1クールED）・絵コンテ（第1クールED）・演出（第1クールED）
- ソードアート・オンライン アリシゼーション - 原画（第1クールOP）

2020年
- 富豪刑事 Balance:UNLIMITED - キャラクターデザイン・総作画監督（第1話）

2023年
- アイドルマスター シンデレラガールズ U149（作画監督）

2025年
- ウマ娘 シンデレラグレイ - キャラクターデザイン（宮原拓也と共同）

### 劇場アニメ
2005年
- 劇場版 テニスの王子様 二人のサムライ The First Game - 原画
- xxxHOLiC 真夏ノ夜ノ夢 - 原画

2008年
- スカイ・クロラ The Sky Crawlers - 原画

2011年
- 劇場版 戦国BASARA -The Last Party- - デザインワークス

2012年
- 劇場版 BLOOD-C The Last Dark - 原画
- 青の祓魔師 ―劇場版― - キャラクターデザイン・総作画監督

2013年
- 聖☆おにいさん - 原画
- 劇場版 あの日見た花の名前を僕達はまだ知らない。 - 原画

2018年
- 劇場版 七つの大罪 天空の囚われ人 - キャラクターデザイン・総作画監督

2022年
- かがみの孤城 - キャラクターデザイン・総作画監督

時期未発表
- アイゼンフリューゲル - キャラクターデザイン

### OVA
- 王ドロボウJING in Seventh Heaven（2004年） - 原画（III）
- 魔女っ娘つくねちゃん（2005年） - 原画（第1巻・第4巻）
- ツバサ TOKYO REVELATIONS（2007年） - モンスターデザイン・原画（第2話）